# Bennettsville (Dél-Karolina)
Bennettsville település az Amerikai Egyesült Államok Dél-Karolina államában, Marlboro megyében, melynek megyeszékhelye is. Lakosainak száma 7020 fő (2020. április 1.).

## Népesség
A település népességének változása:

| 2010 | 9 069 |
| 2020 | 7 020 |